# Situla (affresco)
Situla è un affresco rinvenuto nella villa di Publio Fannio Sinistore nell'agro pompeiano e custodito al Museo archeologico nazionale di Napoli.

## Storia
L'affresco venne realizzato intorno al 60 a.C. e ornava una parete del peristilio della villa di Publio Fannio Sinistore. Fu ritrovato tra il 1894 e il 1895 durante gli scavi archeologici che interessano l'abitazione, staccato dalla sua collocazione originale insieme al resto delle pitture che decoravano la stanza e conservato momentaneamente alla stazione di Boscoreale per poi essere trasferito al Museo archeologico di Napoli.

## Descrizione
L'affresco raffigura una situla: questa è posta su un podio ed è caratterizzata da una forma che tende ad allargarsi dal basso verso l'orlo, da cui pendono delle tenie. Alla base ha tre piedi a zampe feline, mentre le anse sono decorate come volto di Sileno; sullo sfondo è un tridente dalla forma di animale fantastico.